# 西域行程记
《西域行程记》乃是大明永乐十一年（1413年）吏部验封司员外郎陈诚、苑马寺清河监副李暹出使西域时，记录由陕西肃州卫出发，前往帖木儿帝国首都哈烈的行程记，于两年后回京汇呈御览。
陈诚出使西域使团在永乐十二年1月13日从甘肃肃州卫（今酒泉）出发，跋山涉水，经过12085里的长途跋涉，有时快马加鞭，日行三百里，有时寸步难行，日行十余里，夜间往往在沙滩、河边、或雪地安营，有时行百里尽是黄沙，既没有水，也没有草，难得“有人烟，好水草”的去处。历时9个月，终于在闰9月14日到达帖木儿帝国首都哈烈。
途中使团在哈密停留5日，鲁陈城停留4日，火州停留3日，崖儿城停留17日。

## 行程概要
永乐十二年1月13日，陕西肃州卫出发。16日抵达嘉峪关。17日过玉门关。19日在騸馬城安营。20日抵达赤斤峽驛安營。21日渡河行百里，達魁里安營。22日抵达王子庄（今三道沟）安營，此处有韃靼帳篷。25日抵达布隆吉尔城，有人種田，多水草；因大风停留二日。28日渡布隆吉尔河。
2月:初一，一路沙磧，沒有一根水草，鑿冰得水，供人畜飲用。初三，过山峽行150里，抵達斡魯海牙安營。初四，西行五十多里，到有泉水的可顿卜剌安營。初六，渡大溪名畏兀兒河，有人種田，多水草，有阿里忽思脫因古寺。初八，哈密派人迎接使团。9日抵达哈密城，在城东果园安營5日。15日，由哈密城东渡溪。16日过腊竺古城，好水草。17日西北行九十余里，遍地沙磧，绝无水草。19日西北行，入大川，有几棵梧桐树但没有水草。21日到赤亭（七克腾木）大草滩，有一座小山，山下有小溪。……25日，西北行，北边有山，红如火，叫火焰山。南有流沙河；行约90里，到鲁陈城（鲁克沁城），安營四天。
3月1日，在火州安營四日。5日，安營吐鲁番一日。7日，崖儿城（雅儿崖）安營17日。24日抵达别失八里马哈木王居处，在此使团分成南北两路，陈诚南路继续西行。西行8日，约580里，于4月2日抵达哈喇卜剌，住三日。19日，行840里抵达马哈木王营帐，住13天。5月3日继续进发，5月15日，跋涉660里后抵达吐木休克把依扎喀依，两队会合。行44日，3420里，7月2日抵达塞兰城，住1日，7月7日抵达塔什干，7月21日抵达撒马儿罕。8月1日在米西昔儿安营，2日到达塔达哈剌赤，在石山上旧时帖木儿建造的土屋安营。15日抵达阿姆河畔迭里迷。23日抵渴石。28日抵俺都淮城。9月12日抵达车扯秃，住半个月，等候帖木儿帝国国王沙哈鲁出师回。